# Kepler-58
 (juin 2025).
Désignations
Kepler-58 est une étoile située dans la constellation Cygne, à environ 969,25 parsecs de la Terre.

## Caractéristiques physiques
Sa température effective est d'environ 6099 K.
Sa masse est estimée à 1,02 fois celle du Soleil.
Son rayon est d'environ 1,13 fois celui du Soleil.
Sa luminosité est d'environ 0,99 fois celle du Soleil.

## Observation
Ses coordonnées célestes sont : ascension droite 19h 45m 26,07s, déclinaison +39° 06′ 54,73″.

## Système planétaire
| Planète     | Masse   | Demi-grand axe (ua) | Période orbitale (jours) | Excentricité | Inclinaison | Rayon   |
| ----------- | ------- | ------------------- | ------------------------ | ------------ | ----------- | ------- |
| Kepler-58 b | 0,11 MJ | 0,09                | 10,22                    | 0,040        | 88,76°      | 0,25 RJ |
| Kepler-58 c | 0,17 MJ | 0,12                | 15,57                    | 0,000        | 83,89°      | 0,26 RJ |
| Kepler-58 d | 0,77 MJ | 0,24                | 40,10                    | 0,000        | 88,44°      | 0,26 RJ |
| Kepler-58 e | 1,88 MJ | 0,05                | 4,46                     | 0,000        | 84,65°      | 0,14 RJ |